# Robert for årets kvindelige hovedrolle – tv-serie
Robert for årets kvindelige hovedrolle – tv-serie er en pris, der uddeles af Danmarks Film Akademi ved den årlige Robertfest. Prisen er blevet uddelt siden 2013.

## Prisvindere

### 2010'erne
| År   | Skuespiller            | Serie             | Kilde           |
| ---- | ---------------------- | ----------------- | --------------- |
| 2013 | Sofie Gråbøl           | Forbrydelsen 3    | [kilde mangler] |
| 2014 | Sofia Helin            | Broen II          | [kilde mangler] |
| 2015 | Trine Dyrholm          | Arvingerne        | [ 1 ]           |
| 2016 | Trine Dyrholm          | Arvingerne II     | [kilde mangler] |
| 2017 | Louise Mieritz         | Ditte & Louise II | [kilde mangler] |
| 2018 | Ann Eleonora Jørgensen | Herrens Veje      | [ 2 ]           |
| 2019 | Ann Eleonora Jørgensen | Herrens Veje II   | [kilde mangler] |

### 2020'erne
| År   | Skuespiller   | Serie          | Kilde |
| ---- | ------------- | -------------- | ----- |
| 2020 | Maria Rich    | Bedrag III     | [ 3 ] |
| 2021 | Flora Ofelia  | Ulven kommer   | [ 4 ] |
| 2022 | Danica Curcic | Kastanjemanden | [ 5 ] |